# مگاثانیه
مگاثانیه (به انگلیسی: Megasecond) با نماد Ms یک واحد ثانیه و برابر با یک میلیون ثانیه یا تقریباً ۱۱٫۶ روز است. یک سال تقریباً ۳۱٫۵ مگاثانیه است.
در زیر فهرستی از زمان‌های میان ۱ تا ۱٬۰۰۰ مگاثانیه (۱۰۶ ثانیه تا ۱۰۹) یا ۱۱٫۶ روز تا ۳۱٫۷ سال آورده شده‌است.

## زمان‌های کمتر از یک سال
- ۱۴ روز (۱٫۲۰۹۶ × ۱۰۶ ثانیه) - چهارده شب
- ۲۷٫۳۲۱۷ روز (۲٫۳۶۰۵۹۱۵ × ۱۰۶ ثانیه) - ماه نجومی
- ۲۸ روز - طول ماه فوریه در سال‌های غیر کبیسه
- ۲۹ روز - طول ماه فوریه در سال‌های کبیسه
- ۲۹٫۵۳۰۵۹ روز - متوسط ماه شورای کلیسایی
- ۳۰ روز (۲٫۵۹۲ × ۱۰۶ ثانیه) - طول ماه‌های آوریل، ژوئن، سپتامبر و نوامبر
- ۳۰٫۴۳۶۸۷۵ روز (۲٫۶۲۹۷۴۶ × ۱۰۶ ثانیه) - طول متوسط ماه گاه‌شماری گرگوری
- ۳۱ روز - طول ماه‌های ژانویه، مارس، مه، ژوئیه، آگوست، اکتبر و دسامبر
- ۸۷ روز و ۲۳٫۳ ساعت (۷٫۶ × ۱۰۶ ثانیه) - زمان یک دور گردش تیر به دور خورشید
- ۹۰ روز - تقریباً یک چهارم سال، زمان معمول برای فاصله گزارش‌های مالی شرکت‌های بزرگ
- ۹۵ روز - مدت زمان تلاش ناپلئون برای بدست‌آوردن قدرت که به بازگشت صدروزه ناپلئون معروف است.
- ۱۰۰ روز - مدت تقریبی نسل‌کشی رواندا
- ۲۲۴٫۷۰۱ روز (۱۹٫۴۱۴۱ × ۱۰۶ ثانیه) - زمان یک دور گردش ناهید به دور خورشید
- ۲۶۰ روز - مدت یک تسولکین یا دور مقدس در گاه‌شماری مایایی
- ۲۸۰ روز - مدت تقریبی حاملگی انسان (تقریبا ۲۴ میلیون ثانیه)
- ۳۰۴ روز - طول یک سال در گاه‌شماری رمولوس
- ۳۵۳، ۳۵۴ و ۳۵۵ روز - طول یک سال در بعضی گاه‌شماری‌های شمسی قمری
- ۳۵۴٫۳۷ روز (۳۰٫۶۱۷۳۱۳۶ × ۱۰۶ ثانیه) - ۱۲ ماه قمری، طول متوسط یک سال در گاه‌شماری قمری
- ۳۶۰ روز - یک تن در گاه‌شماری طولانی آمریکای میانه
- {\displaystyle \pi \cdot 10^{7}s} - زمان تقریبی که بعضی اوقات برای طول سال در نظر می‌گیرند. برابر با ۳۶۳٫۶۱۰۲۶ روز
- ۳۶۵ روز - یک سال در اکثر گاه‌شماری‌های خورشیدی (تقریبا ۳۱٫۵۳ میلیون ثانیه)؛ و همچنین طول اصلاح شده یک سال در گاه‌شماری مصری و طول یک هاب در گاه‌شماری مایایی
- ۳۶۵٫۲۴۲۱۹ روز - متوسط یک سال اعتدالی نزدیک سال ۲۰۰۰
- ۳۶۵٫۲۴۲۴ روز - یک سال اعتدالی
- ۳۶۵٫۲۴۲۵ روز - متوسط طول یک سال در گاه‌شماری گرگوری
- ۳۶۵٫۲۵ روز - متوسط طول یک سال در گاه‌شماری ژولینی
- ۳۶۵٫۲۵۶۴ روز - یک سال نجومی

## زمان‌های بیشتر از یک سال
- ۳۶۶ روز - یک سال کبیسه در اکثر گاه‌شمارهای خورشیدی؛ برابر با ۳۱٫۶۲ میلیون ثانیه
- ۱۰۷٫۵ ثانیه - جذر ۱۰ ضربدر ۱۰ میلیون ثانیه= ۳۱٬۶۲۲٬۷۷۶٫۶ ثانیه = ۱٫۰۰۲۰۸۶۷۳ سال = ۳۶۶٫۰۰۴۳۵۹ روز = یک سال کبیسه به اضافه ۶٫۲۷ دقیقه
- ۳۸۳٫۹ روز - ۱۳ ماه قمری؛ سال کبیسه در بعضی گاه‌شمارهای شمسی قمری
- ۳۸۳, ۳۸۴ یا ۳۸۵ روز - طول سال کبیسه در بعضی گاه‌شمارهای شمسی قمری
- ۶۸۶٫۹۷۱ روز - زمان یک دور گردش مریخ به دور خورشید
- ۷۲۹ روز - حداکثر زمان محکومیتی که در یک مرکز تادیبی استانی در کانادا می‌تواند اعمال شود؛ معروف به «دو سال یک روز کم»
- ۴ سال - یک دوره کامل ریاست جمهوری در ایالات متحده
- ۴ سال و ۴۲ روز - طول جنگ جهانی اول
- ۴٫۳۷ سال - زمانی که طول می‌کشد تا نور آلفا قنطورس به زمین برسد.
- ۴٫۶ سال - زمان یک دور گردش سرس
- ۵ سال - حداکثر طول دوره پارلمان کانادا و بریتانیا
- ۶ سال - طول یک دوره کامل سناتوری در آمریکا در طول جنگ جهانی دوم
- ۷ سال - فاصله بین ثانیه کبیسه ۳۱ دسامبر ۱۹۹۸ تا ۳۱ دسامبر ۲۰۰۵
- ۱۰ سال - یک دهه برابر با ۳.۱۶ × ۱۰۸ ثانیه
- ۱۱ سال - تناوب فعالیت لکه‌های خورشیدی (۷٫۵ تا ۱۱ سال)
- ۱۱٫۸۷ سال - زمان یک دور گردش مشتری به دور خورشید
- ۱۲ - زمان یک دوره در طالع‌بینی چینی
- ۱۲٫۲۷ - مدت حکومت آلمان نازی
- ۱۳ سال - مدت معمول برای تکمیل تحصیلات پایه در ایالات متحده
- ۱۵ سال - سن قانونی دریافت گواهینامه رانندگی در نیوزلند
- ۱۶ سال - سن قانونی دریافت گواهینامه رانندگی در بیشتر ایالت‌های آمریکا
- ۱۸ سال - سن قانونی در آمریکا برای رای، امضای قرارداد و مصرف سیگار
- ۱۸٫۰۳ سال - دوره ساروس، دوره خورشیدگرفتگی و ماه‌گرفتگی
- ۱۹٫۰۰۰۲ سال - ۲۳۵ ماه (۱ دوره متونیک)
- ۱۹٫۷۱۳ سال (۷۲۰۰ روز) - یک کاتن در تقویم طولانی آمریکای میانه
- ۲۱ سال - سن قانونی برای مصرف مشروبات الکلی در آمریکا
- ۲۹ سال - رکورد طولانی‌تریم عمر یک سگ
- ۲۹٫۴۵۸ سال - زمان یک دور گردش زحل به دور خورشید
- ۳۰٫۴۳۷ سال - عمر ساختمان‌های مرکز تجارت جهانی